# Храмы Сочи
Хра́мы Со́чи — существующие и некоторые утраченные культовые здания разных конфессий города Сочи в Краснодарском крае (Россия). Все православные приходы и общины города входят в Сочинскую епархию РПЦ. Мусульманские организации подчинены Духовному управлению мусульман Республики Адыгея и Краснодарского края.

## Русская православная церковь

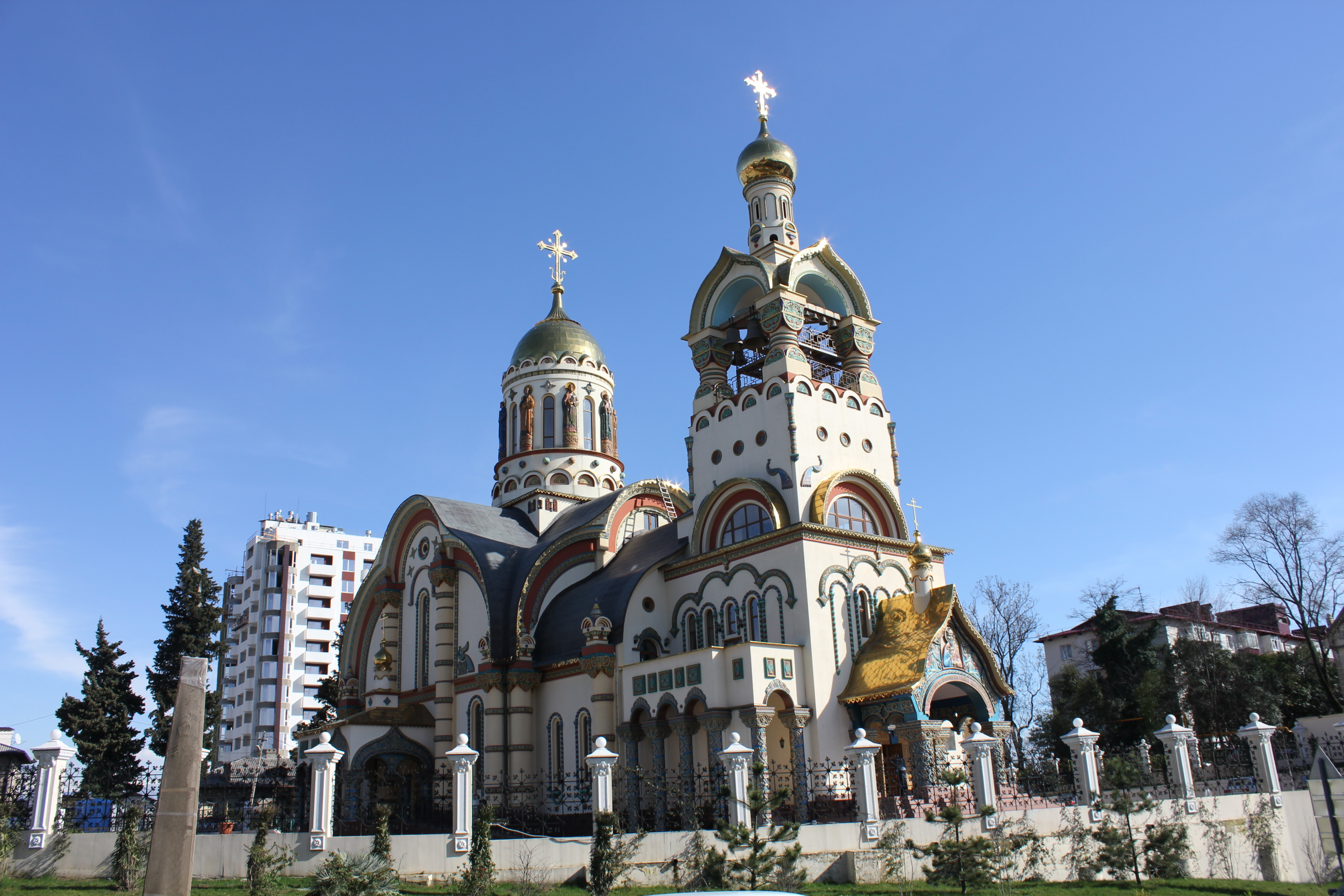
Свято-Владимирский собор на Виноградной горе

Главный храм города и Сочинской епархии с 2019 года — кафедральный Свято-Владимирский собор на Виноградной горе (2011), однокупольный храм с колокольней, сооруженный полностью из монолитного бетона.
- Собор Михаила Архангела

прочие храмы:
- храм князя Александра Невского в Весёлом
- Храм Андрея Первозванного в Заречном
- храм Александра Пересвета и Андрея Осляби на Мацесте
- храм мученика Василиска в Кудепсте
- храм Веры, Надежды, Любови и матери их Софии на Донской (2012)
- храм «Всех скорбящих радость» в Больничном Городке
- храм Георгия Победоносца в Вишнёвке
- храм Георгия Победоносца в Лесном
- храм Иоанна Златоуста на Бытхе
- храм Казанской Богоматери в Дагомысе
- храм Матроны Московской в Заречном
- храм Михаила-Архангела в Ахштыре
- храм Николая в Лазаревском
- храм Николая в Молдовке
- Храм Святой Нино на Пластунке
- храм Нины Грузинской в Головинке, строится
- храм великомученика и целителя Пантелеимона на Мамайке (2018) в стиле барокко[2][3][4]
- храм Преображения Господня в Хосте
- храм Рождества Богородицы в Лазаревском
- храм Святого Духа в Адлере (домовая в здании воскресной школы при Троицком храме Адлера)
- храм Серафима Саровского в селе Орле-Изумруде
- храм Симона Кананита в Лоо, заложен на месте деревянной часовни в 2009 году
- храм Спиридона Тримифунтского (ул. Голубые Дали, Адлер)
- Троицкий храм в Адлере (1998)
- храм Успения Пресвятой Богородицы в Верхне-Высоком
- храм праведного воина адмирала Феодора Ушакова в Кудепсте
- храм Харалампия на Красной Поляне, в центре посёлка на месте, где до 1937 года стояла греческая одноимённая церковь, построенная переселившимися из Ставрополья греками

монастыри:
- Троице-Георгиевский монастырь
- Свято-Крестовая пустынь

## Армянская апостольская церковь
- Собор Святого Саркиса (Адлер, ул. Бестужева 22)
- Храм Святого Креста (Сочи, ул. Пластунская 142)
- Храм Святого Саркиса (с. Калиновка, Макопсинская ул.)
- Храм Святого Ованеса (Лоо)
- Храм Святого Нарека (с. Нор Луйс)

## Римско-католическая церковь
- Храм Апостолов Симона и Фаддея (1997)

## Ислам
- Соборная мечеть на Бытхе
- Мечеть Тхагапш

## Утраченные культовые сооружения
- Свято-Троицкий монастырь
- Кирха Колонка[5]
- Храм Святителя Николая Чудотворца на хлудовской стороне Сочи